# معهد الغذاء والبيولوجيا الإشعاعية
معهد الغذاء والبيولوجيا الإشعاعية هو معهد الأبحاث الحكومي الذي يدرس طرق حفظ الأغذية من خلال الإشعاع، و يعتبر هذا المعهد جزء من من هيئة الطاقة الذرية في بنجلاديش.

## التاريخ
تم إنشاء المعهد في عام 1974 كمعهد بحوث الإشعاع ومكافحة الآفات، وفي عام 1979 انتقلت إلى مؤسسة أبحاث الطاقة الذرية وأعادت تسميته إلى معهد البيولوجيا الغذائية والإشعاعية، علاوة على ذلك فإن للمعهد مرفق للإشعاع الذي يقدم خدماته بسعر مدعوم للشركات البنجلاديشية، كما أن المعهد لديه كوبالت-60 أشعة جاما والتي تديرها شعبة مصدرها أشعة جاما.